# World Glacier Monitoring Service
Der World Glacier Monitoring Service (WGMS) (auf Deutsch: Welt-Gletscher-Beobachtungsdienst) ist eine Einrichtung zur Beobachtung der Dynamik weltweiter Gletscher. Er wurde 1986 gestartet und vereint die beiden früheren Einrichtungen  PSFG (Permanent Service on Fluctuations of Glaciers) und TTS/WGI (Temporal Technical Secretary/World Glacier Inventory).

## Tätigkeit
Das 1986 gegründete WGMS ist als ein Kompetenzcenter für Gletscherbeobachtung an der Universität Zürich in der Schweiz domiziliert. Es wird von der International Association of Cryospheric Sciences und von der Internationalen Union für Geodäsie und Geophysik getragen und hat die Unterstützung des Umweltprogramms der Vereinten Nationen, der UNESCO und der Weltorganisation für Meteorologie.
WGMS sammelt standardisierte Beobachtungsdaten über Veränderungen in Masse, Volumen, Fläche und Länge von Gletschern in der Zeit und statistische Informationen über die Verteilung von ganzjährigem Oberflächeneis. Die Daten sind wichtig für das wissenschaftliche Verständnis von Gletschern und ihr Verhalten, besonders unter den Bedingungen der globalen Erwärmung, in deren Zug es zu einer weltweiten Gletscherschmelze gekommen ist.
Der WGMS veröffentlicht alle zwei Jahre das sogenannte Glacier Mass Balance Bulletin (GMBB), das die Massenbilanzen ausgewählter Gletscher eines Haushaltsjahres enthält und mit den Vergangenheitsdaten in Beziehung setzt. In fünfjährigen Abständen veröffentlicht der WGMS zudem den Bericht Fluctuations of Glaciers (FoG), der eine noch detailliertere und umfassendere Datensammlung eines Fünfjahreszeitraums der Gletscher weltweit enthält.